# Maids of Gravity
Maids of Gravity byla americká rocková skupina, založená v Los Angeles počátkem devadesátých let. Jejími členy byli Eddie Ruscha (kytara, zpěv), Jim Putnam (kytara) a Craig Levitz (bicí). Později se ke skupině přidali Eugene Gorester (kytara) a Mark Kay (baskytara). Své první album Maids of Gravity skupina vydala v roce 1995 u vydavatelství Vernon Yard Records; o rok později vyšlo druhé album The First Second, pod kterým byl jako producent podepsán velšský hudebník a skladatel John Cale.

## Diskografie
- Strange Channel (EP; 1995)
- Maids of Gravity (1995)
- The First Second (1996)